# Ables Springs
Ables Springs é uma comunidade não incorporada localizada no estado norte-americano do Texas, no nordeste do condado de Kaufman.